# Polistes erythrinus
Polistes erythrinus är en getingart som beskrevs av Holmgren 1868. Polistes erythrinus ingår i släktet pappersgetingar, och familjen getingar. Inga underarter finns listade i Catalogue of Life.